# Ľubochňa
Ľubochňa – wieś i gmina (obec) w powiecie Rużomberk, kraju żylińskim, w północnej Słowacji. Pierwsza wzmianka o wsi pochodzi z 1808 roku.
We wsi jest stacja kolejowa Ľubochňa.